# Giv'at Bolek
Giv'at Bolek (hebrejsky: גבעת בולק) je vrch o nadmořské výšce 138 metrů v severním Izraeli, v Dolní Galileji.
Leží na pomezí jižních svahů masivu Giv'at ha-More a náhorní planiny Ramot Jisachar, severně od Charodského údolí, cca 9 kilometrů východně od města Afula a cca 3 kilometry západně od vesnice Ramat Cvi. Má podobu výrazného odlesněného návrší, které se na jižní straně zvolna sklání do Charodského údolí, kam podél západní strany vrchu směřuje vádí Nachal Geva a jižně od kopce vádí Nachal Šejzafim. Východně od vrchu prochází lokální silnice 716. Kopec je turisticky využíván. Nabízí se odtud výhled na okolní krajinu. Archeologické výzkumy zde prokázaly stopy osídlení z helénistického a byzantského období včetně pohřebních jeskyň a vodních cisteren.